# Rodolfo Dickson
Rodolfo Roberto Dickson Sommers (* 11. Juli 1997 in Puerto Vallarta) ist ein mexikanischer Skirennläufer.

## Biographie
Dickson wurde in Puerto Vallarta im Bundesstaat Jalisco geboren. Im Alter von 9 Monaten wurde er von seinen leiblichen Eltern zur Adoption freigegeben und verbrachte die nächsten Jahre in einem Waisenhaus. Im Alter von drei Jahren wurde er von einem kanadischen Ehepaar adoptiert und wuchs in Oakville, Ontario auf.
Das erste Mal auf Skier stand Dickson im Alter von sechs Jahren bei einem Familienurlaub in Mont-Tremblant, Québec.
Sein internationales Renndebüt feierte er am 14. Dezember 2013 in Val Saint-Côme bei einem FIS-Slalom. Den ersten Sieg bei einem FIS-Rennen feierte er am 28. Januar 2015 am Whiteface Mountain. 
Bis zum Winter 2014/15 startete er hauptsächlich bei Rennen in Kanada, ab 2015/16 folgten auch Rennen in Europa.
2016 nahm er erstmals an Juniorenweltmeisterschaften teil. Bei den Wettkämpfen in Sotschi schied er jedoch sowohl im Riesenslalom als auch im Slalom aus. 
Am 22. Januar 2017 gab Dickson beim Slalom am Ganslernhang in Kitzbühel sein Weltcupdebüt, wobei er jedoch im ersten Durchgang ausschied. Einen Monat später nahm er erstmals an Alpinen Skiweltmeisterschaften teil. In St. Moritz gelang ihm mit Rang 47 im Riesenslalom ein achtbares Ergebnis.
Diese Leistung konnte er bei den Juniorenweltmeisterschaften desselben Jahres in Åre bestätigen, im Slalom konnte er sich dem 29. Platz sogar unter den besten 30 klassieren.
2018 gelang Dickson die Qualifikation für die Olympischen Winterspiele in Pyeongchang. Im Riesenslalom belegte er Platz 48, im Slalom schied er im ersten Durchgang aus.
Sein bisher bestes Ergebnis bei einem internationalen Großereignis gelang ihm bei seiner zweiten Olympiateilnahme vier Jahre später in Peking mit dem 35. Platz im Riesenslalom.

## Erfolge

### Olympische Winterspiele
- Pyeongchang 2018: 48. Riesenslalom, DNF Slalom
- Peking 2022: 35. Riesenslalom

### Weltmeisterschaften
- St. Moritz 2017: 47. Riesenslalom, 64. Slalom

### Juniorenweltmeisterschaften
- Sotschi 2016: DNF Riesenslalom, DNF Slalom

### Weitere Erfolge
- 2 Podestplätze bei FIS-Rennen, davon ein Sieg